# Теория полюсов роста
Теория полюсов роста — теория регионального роста и пространственной организации экономики, где полюс роста (фр. pôle de croissance) — компактно размещенные и динамично развивающиеся отрасли промышленности, которые порождают цепную реакцию возникновения и роста промышленных центров на определенной территории (хинтерланде). При этом хинтерланд тяготеет в хозяйственном отношении к определённому экономическому центру, являющемуся выходом для продукции этой территории на внутренний или внешний рынок, а также местом её переработки. Часто под полюсом роста понимается набор отраслей, а под центром роста — географическая интерпретация полюса, то есть конкретный центр, город.

## Теория полюсов роста Ф. Перру
Теория полюсов роста разработана в работах Франсуа Перру в 50-е годы XX века экономическое пространство предстает как своеобразное силовое поле, напряженность которого неравномерна и в котором действуют как центростремительные, так и центробежные силы, сфокусированные на полюсах роста. В основе данной теории лежит представление о ведущей роли отраслевой структуры экономики и в первую очередь лидирующих отраслей, создающих новые товары и услуги. Центры и ареалы экономического пространства, в которых размещаются предприятия лидирующих отраслей, становятся полюсами притяжения факторов производства, поскольку обеспечивают наиболее эффективное их использование. Это приводит к концентрации предприятий и формированию полюсов экономического роста.
Ф. Перру произвел классификацию отраслей производства по тенденциям развития, разделив их на три группы.
1. Отрасли, развивающиеся медленно, деградирующие, с тенденцией постоянного снижения их доли в структуре экономики страны. Таковы, например, старые отрасли промышленности в большинстве экономически развитых стран: угольная, текстильная, судостроительная.
2. Отрасли с высокими темпами развития, которые не оказывают существенного влияния на развитие остальных отраслей хозяйства, — производство предметов потребления, не требующих дальнейшей промышленной переработки.
3. Отрасли, которые не только быстро растут, но и порождают цепную реакцию возникновения и роста промышленных центров, вызывая общее индустриальное развитие страны, — отрасли машиностроения, химической промышленности, электроэнергетика.
Там, где получают развитие эти отрасли, и возникает полюс роста. Эти профилирующие отрасли находятся в тесной взаимосвязи между собой, образуя, по терминологии Ф. Перру, «комплекс отраслей», что в какой-то степени аналогично нашему пониманию территориально-производственного комплекса. При этом достигается индуцированный (поляризационный) эффект, то есть эффект от проводимых мероприятий в результате импульсов, образующихся при взаимодействии движущих сил. Данный эффект возникает при изменении направлений связей внутри районов и между ними.
Различают горизонтальные изменения, например введение и развитие нового вида деятельности (отраслей), ликвидация и ограничение старых объектов и процессов, и вертикальные — изменение способов производства во взаимосвязанных отраслях, новые технологии и т. д.
Полюса роста создаются в целях активизации экономической деятельности в отсталых периферийных, проблемных районах, в «полюса роста» концентрированно направляются новые инвестиции вместо распыления их по всему району. Таким образом, создаваемые новые производства имеют больше шансов обеспечить агломерационную экономию — выгоды от использования общей инфраструктуры, расширения рынков сбыта.
Теоретические положения о полюсах развития используются во многих странах при разработке стратегий пространственного экономического развития. При этом идеи поляризованного развития по-разному приспосабливаются к условиям региона. В хозяйственно освоенных регионах поляризация происходит в результате модернизации и реструктуризации промышленных и аграрных регионов, создания в них передовых (инновационных) производств вместе с объектами современной производственной и социальной инфраструктуры. В новых регионах хозяйственного освоения наиболее характерными полюсами роста становятся промышленные узлы и особенно территориально-производственные комплексы, которые позволяют комплексно осваивать природные ресурсы, создавая технологическую цепочку производств вместе с объектами инфраструктуры.
В современной практике пространственного экономического развития идеи полюсов роста реализуются в создании свободных экономических зон, технополисов, технопарков.
Классическим примером полюсов роста являются новые столицы развивающихся стран, строящиеся для привлечения инвестиций и экономического развития слабоосвоенных центральных районов.

## Идеи Ж. Будвиля в теории полюсов роста
Французский экономист Жак Будвиль, который дал определение регионального полюса роста и выделил виды экономических пространств (гомогенное, поляризованное, плановое). Слаборазвитые территории имеют гомогенный вид пространства, но в ходе развития пространство неизбежно поляризуется.
Не каждый региональный центр или узел является полюсом роста, а только тот, в котором представлены пропульсивные лидирующие отрасли, который способен к самостоятельному развитию в течение длительного времени, контролирует своё окружение и сообщает ему импульсы развития.
В качестве полюсов роста можно рассматривать не только совокупности предприятий лидирующих отраслей, но и конкретные территории (населенные пункты), выполняющие в экономике страны или региона функцию источника инноваций и прогресса.
Региональный полюс роста — набор развивающихся и расширяющихся отраслей, размещенных в урбанизированной зоне и способных вызывать дальнейшее развитие экономической деятельности во всей зоне своего влияния. Таким образом, полюс роста можно трактовать как географическую агломерацию экономической активности или как совокупность городов, располагающих комплексом быстро развивающихся производств.
Ж. Будвиль провел совмещение матриц отраслевого баланса, инвестиций и развития инфраструктуры и таким образом составил комплексную структуру полюса. Развитие производства в экономике происходит неравномерно — всегда можно выделить динамичные передовые отрасли. Они являются локомотивами развития всей экономики и представляют собой полюса развития. Через систему взаимосвязей типа «затраты — выпуск» В. Леонтьева эффект роста производства передается на весь регион или страну. Благодаря процессу концентрации производства передовые отрасли сосредоточиваются в центре роста (определенной территории).
Ж. Будвиль предложил иерархию центров роста:
- мелкие и средние «классические» города, специализирующиеся на традиционных производствах и обслуживающие прилегающую местность;
- промышленные города среднего размера с диверсифицированной структурой хозяйства, развивающегося за счет внешних инвестиций и трансфертов;
- крупные городские агломерации с развитой и современной структурой хозяйства, включающей передовые производства, что определяет потенциальную возможность автономного роста;
- полюсы интеграции, охватывающие несколько городских систем и определяющие рост экономики всего региона и страны.

Самостоятельный рост присущ лишь верхним иерархическим уровням районов роста, тогда как рост низовых территориальных структур определяется механизмами диффузии инноваций.
На основании этой теории экономическое развитие региона обусловливается поиском отраслей, которые дадут толчок к развитию всей региональной системы.

## Идеи Х. Р. Ласуэна в теории полюсов роста
Испанский ученый X. Р. Ласуэн предлагает следующие детализированные положения о полюсах роста:
1) полюсом роста может быть региональный (а не национальный) узел предприятий (а не отраслей), связанный с экспортным сектором экономики региона (а не с ведущей отраслью), расположенный в одной или нескольких географических концентрациях региона;
2) система полюсов роста и каждый из них в отдельности растут за счет импульсов, рожденных общенациональным спросом, передающихся через экспортный сектор региона и воспринимаемых в процессе конкуренции между полюсами;
3) импульс роста передается к периферийным второстепенным отраслям через посредство рыночных связей (а не через связи по поставкам и потреблению) между предприятиями, а к географической периферии — таким же образом, но с учетом факторов размещения.
Ласуэн считает, что экономическое развитие не обязательно требует пространственной поляризации. Хотя на ранних стадиях экономическое развитие может генерироваться в точках роста в связи с отсутствием предпринимательства вне этих центров, развитие в развитых странах становится все менее поляризованным. Это вызвано более диверсифицированной структурой бизнеса, что приводит к обширным пространственным распространениям инноваций и экономического развития. Отсюда следует, что развивающиеся страны могут ускорить их рост путём создания диверсифицированных корпоративных структур, которые уменьшают остроту поляризованной стратегии.

## Идеи П. Потье в теории полюсов роста
С теорией полюсов роста тесно связана концепция Пьера Потье об осях развития, где развитие передается вдоль главных транспортных каналов, которые соединяют между собой важнейшие промышленные центры.
Территории, расположенные между полюсами роста и обеспечивающие транспортную связь, получают дополнительные импульсы роста благодаря увеличению грузопотоков, распространению инноваций, развитию инфраструктуры. Поэтому они превращаются в оси (коридоры) развития, определяющие вместе с полюсами роста пространственный каркас экономического роста большого региона или страны.
концепция об осях помогает связать в единое целое влияние транспортной сети с теориями урбанистической иерархии и центров роста.